# Anthops ornatus
Il pipistrello dalla faccia a fiore (Anthops ornatus Thomas, 1888) è un pipistrello della famiglia degli ipposideridi, unica specie del genere Anthops (Thomas, 1888), endemico delle Isole Salomone.

## Etimologia
Il termine generico deriva dalla combinazione delle due parole greche Άνθως-, fiore e -ὤψ, aspetto, con chiara allusione alla particolare forma della foglia nasale. A ciò fa riferimento anche il termine specifico ornatus, ovvero ornato.

## Descrizione

### Dimensioni
Pipistrello di piccole dimensioni, con la lunghezza della testa e del corpo tra 46,6 e 61 mm, la lunghezza dell'avambraccio tra 48 e 53 mm, la lunghezza della coda tra 3 e 6,5 mm, la lunghezza del piede tra 9,5 e 11 mm, la lunghezza delle orecchie tra 18,5 e 22 mm e un peso fino a 8 g.

### Caratteristiche craniche e dentarie
Il cranio presenta un ingrossamento sul rostro davanti alle ossa nasali. I canini superiori hanno una grossa cuspide smussata alla base. Gli incisivi superiori sono curvati e separati tra loro. La cresta sagittale è poco sviluppata. La coclea è relativamente grande. Le vertebre lombari sono fuse, mentre quelle caudali sono quattro.
Sono caratterizzati dalla seguente formula dentaria:

### Aspetto
La pelliccia è molto lunga, soffice e setosa. Il colore generale del corpo è finemente brizzolato, dovuto al colore dei singoli peli, che sono nerastri alla base, bianchi o argentati nella parte centrale e bruno-grigiastri all'estremità. La foglia nasale è grande, color giallo-arancione ed è composta da una porzione anteriore a forma di ferro di cavallo, con due fogliette laterali crenulate lungo i margini e da una sezione posteriore molto particolare, con tre creste longitudinali che si protendono superiormente e terminano ognuna con una formazione sferica aperta posteriormente. Nei maschi è presente una piccola sacca ghiandolare sulla fronte. Le orecchie separate tra loro, triangolari e con l'estremità appuntita. Le membrane alari sono marroni chiare. La coda è molto corta, ridotta a circa meno della metà della lunghezza del femore ed è completamente inclusa nell'uropatagio.

## Biologia

### Alimentazione
Si nutre di insetti raccolti nella vegetazione.

## Distribuzione e habitat
Questa specie è limitata alle isole di Bougainville, Buka, Nggela Sule, Choiseul, Santa Ysabel e Guadalcanal, nelle Isole Salomone.
Vive nelle foreste pluviali fino a 200 metri di altitudine. Vola frequentemente intorno alle case nei villaggi.

## Conservazione
La IUCN Red List, considerata la mancanza di informazioni recenti circa lo stato conservativo e le possibili minacce, classifica A.ornatus come specie con dati insufficienti (DD).